# Pekings Liao-Jin stadsmursmuseeum

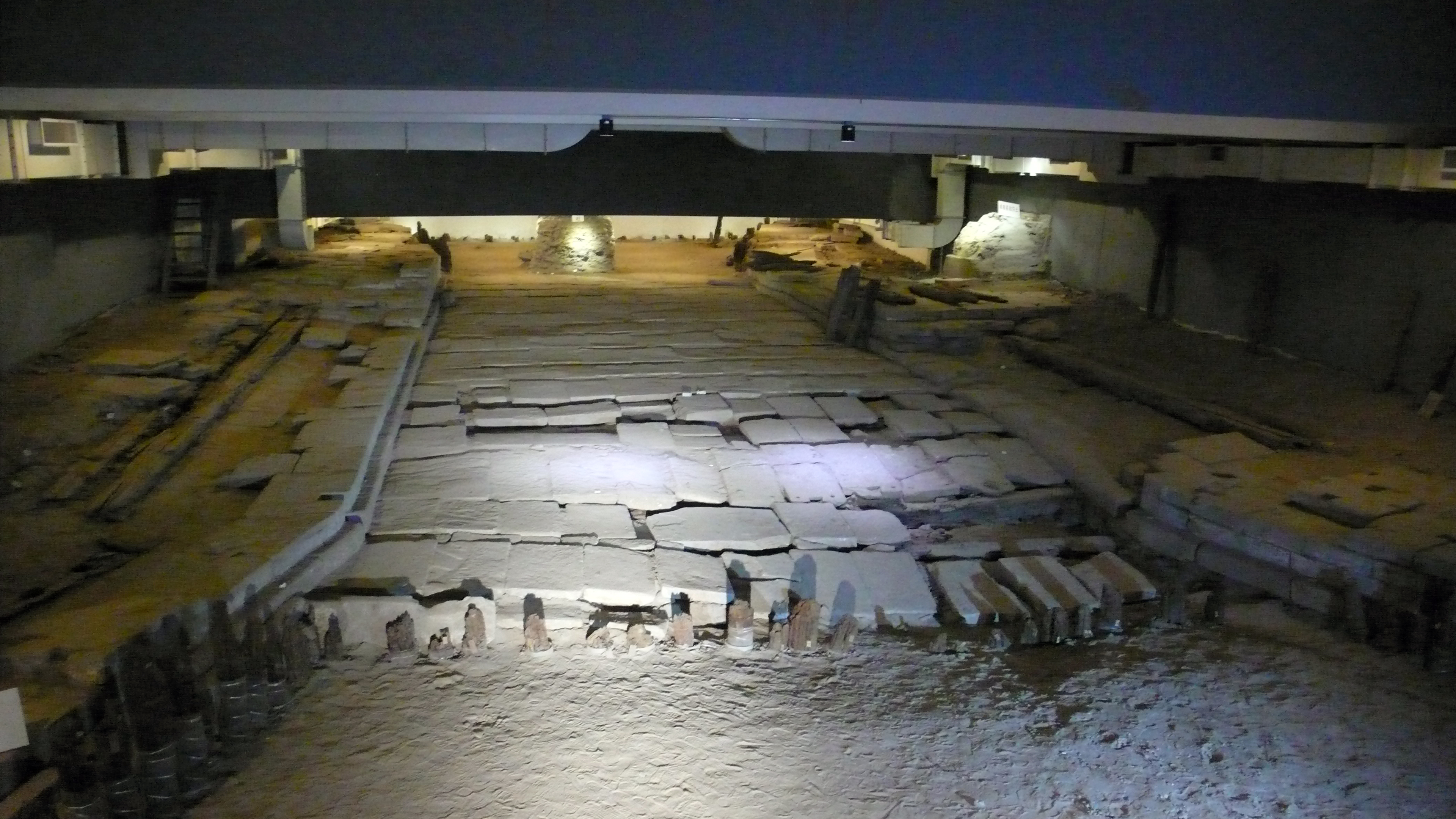
Ruinerna efter vattanpassagen genom den forna stadsmuren som visas på Pekings Liao-Jin stadsmursmuseeum.

Pekings Liao-Jin stadsmursmuseeum (北京辽金城垣博物馆; Yuán Dàdū chéngyuányízhǐ Gōngyuán) eller Beijing Liao and Jin City Wall Museum är ett museum i Peking i Kina. Museet finns i Fengtaidistriktet norr om Liangshuifloden 6 km sydväst om Himmelska fridens torg.
Pekings Liao-Jin stadsmursmuseeum visar information om Peking och dess stadsmurar under Liaodynastin (907–1125) och Jindynastin (1115–1234). Museet är uppfört över ruinerna av en vattenpassage genom stadsmuren till den historiska staden Zhongdu. Zhongdu var huvudstad för Jindynastin 1153 till 1214, och var en del i ursprunget till dagens Peking. Fynden av vattenpassagen visas i en underjordisk del i museet.